# نینگسنگ لا (بوتان)
نینگسنگ لا (به لاتین: Ningsang La) یک منطقهٔ مسکونی در بوتان (کشور) است که در Trashigang District واقع شده‌است.